# Portrait équestre du prince Thomas de Savoie-Carignan
Le Portrait équestre du prince Thomas de Savoie-Carignan est un portrait équestre de Thomas de Savoie-Carignan commandé à Antoine van Dyck en 1634. Il est conservé à la Galerie Sabauda de Turin.

## Réalisation
Van Dyck s'est inspiré de la grande tradition des portraits équestres. Le cheval est représenté cabré, symbolisant la capacité du prince à tenir les rênes du commandement, même dans les moments difficiles. Tommaso Francesco est représenté avec les insignes et la bande rouge de l'Ordre suprême de la Très Sainte Annonciade, conférés par son père, Charles-Emmanuel Ier, en 1616.

## Parcours du tableau
Ce portrait équestre est vendu en 1742 au roi de Sardaigne.